# Papiro Oxirrinco 90
El Papiro Oxirrinco 90 también llamado P. Oxy. 90 es un manuscrito sobre un recibo por el pago de trigo. Fue escrito en griego, en forma de una hoja. Fue descubierto en la ciudad egipcia de Oxirrinco. El documento se escribió entre 179 y 180. En la actualidad se conserva en el Museo Británico, Inglaterra.

## Documento
El fragmento contiene un recibo, y es similar al Papiro Oxirrinco 89. Fue escrito por un autor desconocido. Afirma que "Clarus, ex-agoranomus (magistrado), había depositado 8 artabae y 4 choenices en el granero público". Según Bernard Pyne Grenfell y Arthur Surridge Hunt, las dos últimas líneas están "escritas en caracteres griegos, pero no puede ser interpretado como el griego. Puesto que no parece estar escrito en Egipcio demótico, son, posiblemente, un criptograma de algún tipo". Las mediciones del fragmento son 103 por 80 mm.
Fue descubierto por Bernard Pyne Grenfell y Arthur Surridge Hunt en 1897, en Oxirrinco, Egipto. El texto fue publicado por Grenfell y Hunt en 1898. El fragmento también fue examinado por Frederic G. Kenyon.